# Macropanax concinnus
Macropanax concinnus är en araliaväxtart som beskrevs av Friedrich Anton Wilhelm Miquel. Macropanax concinnus ingår i släktet Macropanax och familjen Araliaceae. Inga underarter finns listade.